# SEXY ELEGANCE
『SEXY ELEGANCE』（セクシー・エレガンス）は、1981年11月21日に発売された麻倉未稀の1枚目のアルバム。発売元はCRYSTAL BIRD/キングレコード。

## 概要
アパレル・宝飾品会社オンワード樫山「ジェーン・モア」のCMソングに使用された1stシングル「ミスティ・トワイライト」を含む全10曲を収録。都会的で大人の雰囲気を感じさせるアルバムとなっており、麻倉自身、当時の自分の精神年齢にとっては大人びたアルバムだったと振り返っている。
M-4「Friday Night (Brandy)」は、イギリスのシンガーソングライターで女優のリンジー・ディ・ポールが1972年に発表したシングル曲「Getting A Drag」(恋のためいき) のB面曲「Brandy」のカバー曲。
M-9「今夜だけ恋人」もカバー曲で、原曲はフランスのシンガーソングライターであるジャン=ジャック・デュボー(Jean-Jacques Debout)の「c'était un dernier nuages」(最後の雲) 。日本では歌手の渋谷祐子が1979年に「今夜だけ恋人」のタイトルでシングルとして発表し、他に作家でシンガーソングライターでもある新井満が、1989年のアルバム『尋ね人の時間』にタイトル曲として収録している。
2023年2月3日に開始された音楽配信では、アルバムには未収録となっていた「ミスティ・トワイライト」のB面曲「グッバイ・シー・ユー・アゲイン」が追加されている。

## 収録曲

### LP・CT

#### Side A
1. Misty Twilight (ミスティ・トワイライト)
作詞: 竜真知子 / 作曲・編曲: 大野雄二
  - 1stシングルA面曲。
2. Marionette
作詞・作曲: いわさきゆうこ / 編曲: 鈴木宏二
3. Nostalgic Paradise
作詞・作曲: いわさきゆうこ / 編曲: 鈴木宏二
4. Friday Night (Brandy)
訳詞: 松本一起 / 作曲: De Paul / 編曲: 鈴木宏二
5. Softly And Tenderly
作詞: 竜真知子 / 作曲・編曲: 大谷和夫

#### Side B
1. 涙のBirthday Card
作詞: 麻倉未稀 / 作曲: 高瀬政彦 / 編曲: 瀬尾一三
  - 後に2ndシングル「黒いパンプス」のB面曲としてシングルカットされた。
2. Night Doll
作詞: 竜真知子 / 作曲: 高瀬政彦 / 編曲: 鈴木宏二
3. ひきしお
作詞: 遠藤幸三 / 作曲: 仲村ゆうじ / 編曲: 若草恵
4. 今夜だけ恋人
訳詞: 遠藤幸三 / 作曲: J.J. Debout (Jean-Jacques Debout) / 編曲: 大谷和夫
5. Smile Again
作詞: 麻倉未稀 / 作曲: 高瀬政彦 / 編曲: 大谷和夫

### CD
1. Misty Twilight (ミスティ・トワイライト)
2. Marionette
3. Nostalgic Paradise
4. Friday Night (Brandy)
5. Softly And Tenderly
6. 涙のBirthday Card
7. Night Doll
8. ひきしお
9. 今夜だけ恋人
10. Smile Again

### 音楽配信
1. Misty Twilight (ミスティ・トワイライト)
2. Marionette
3. Nostalgic Paradise
4. Friday Night (Brandy)
5. Softly And Tenderly
6. 涙のBirthday Card
7. Night Doll
8. ひきしお
9. 今夜だけ恋人
10. Smile Again
11. グッバイ・シー・ユー・アゲイン

## 参考資料
- オリコン『ALBUM CHART-BOOK COMPLETE EDITION 1970-2005』オリコン・マーケティング・プロモーション、2006年4月。ISBN 978-4-87131-077-2。